# Australoxenella midgee
Australoxenella midgee är en skalbaggsart som beskrevs av Ross Storey och Henry Fuller Howden 1996. Australoxenella midgee ingår i släktet Australoxenella och familjen Aphodiidae. Inga underarter finns listade.